# Ионкин, Пётр Афанасьевич
Пётр Афанасьевич Ионкин  (25 июня 1907 года, с. Междуречье, Пензенской губернии — 11 июля 1980 года, Москва) — специалист в области электротехники, доктор технических наук, профессор кафедры электрофизики МЭИ, лауреат Государственной премии СССР в области науки и техники (1979), заслуженный деятель науки и техники Российской Федерации.

## Биография
Родился 25 июня 1907 года в селе Междуречье Городищенского уезда Пензенской губернии. В 1930 году окончил электротехнический факультет Московского института народного хозяйства (ныне Российский экономический университет имени Г. В. Плеханова). По окончании ВУЗа работал на Московском трансформаторном заводе, преподавал в высших учебных заведениях Москвы.
С 1933 по 1938 годы работал в инженерно-технической Академии связи им. Подбельского (ныне Московский технический университет связи и информатики). В Московском энергетическом институте работал с 1938 года ассистентом на кафедре теоретических основ электротехники (зав. кафедрой до 1952 года — К. А. Круг). В 1941 году защитил кандидатскую диссертацию на тему: «К вопросу о цепях с магнитной связью», после чего ему было присвоено ученое звание доцента. В 1958 году защитил докторскую диссертацию, посвященную методам расчета электрических цепей — «Графо-аналитические методы расчета цепей с линейными и нелинейными элементами». Возглавлял кафедру теоретических основ  электротехники МЭИ (1972-1980).
Область научных интересов: методика расчета электрических цепей с магнитными связями, преобразования пассивных и активных многополюсников, вопросы топологии, теории графов, их применение для анализа и синтеза цепей с электронными узлами и элементами.
Является автором около 140 научных работ, включая учебную литературу по теоретическим основам электротехники (ТОЭ), учебные пособия для заочников. В 1965 году коллектив авторов под его руководством издал учебник по ТОЭ — «Теоретические основы электротехники» в двух томах. Второе издание учебника, вышедшее в 1976 году было удостоено в 1979 году Государственной премии СССР.
По инициативе П. А. Ионкина в МЭИ была открыта новая специальность «Инженерная электрофизика», создана кафедра «Инженерная электрофизика». Её заведующим П. А. Ионкин был с 1961 по 1972 год. В 1972 году эта кафедра была объединена с кафедрой теоретических основ электротехники. Профессор П. А. Ионкин руководил объединенной кафедрой с 1972 по 1978 год.
Долгое время также читал лекции во Всесоюзном заочном политехническом институте (ныне Московский государственный открытый университет имени В. С. Черномырдина), руководил кафедрой ТОЭ и ТВН (техники высоких напряжений) института.
В разное время в МЭИ был заместителем декана общетехнического и энергетического факультетов, начальником учебного управления МЭИ, заместителем директора, проректором института по учебной работе (1958-1963), проректором МЭИ по научной работе (1965-1970), одновременно работал председателем Научно-методического Совета по теоретической электротехнике и инженерной электрофизике Министерства высшего и среднего специального образования СССР, членом экспертной комиссии ВАК.
Скончался 11 июля 1980 года в Москве.

## Награды и звания
- Орден Октябрьской революции
- Два ордена Трудового Красного Знамени
- Медали.
- Государственная премия СССР в области науки и техники (1979)
- Заслуженный деятель науки и техники РСФСР (1969).

## Труды
- Теоретические основы электротехники. Том 1. Основы теории линейных цепей. [Djv-11.4M] Учебник для электротехнических вузов. Издание второе, переработанное и дополненное. Под редакцией П. А. Ионкина. Авторы: П. А. Ионкин, А. И. Даревский, Е. С. Кухаркин, В. Г. Миронов, Н. А. Мельников. Москва: Издательство «Высшая школа», 1976.
- Индуктивно-связанные системы: Описание сост. Ионкин П. А. - Москва : стеклогр. ИТАС, 1935.
- Основы теории цепей. ч.1 М.-Л. 1955.